# 久が原
久が原（くがはら）は、東京都大田区の町名。現行行政地名は久が原一丁目から久が原六丁目。住居表示実施済区域。

## 地理

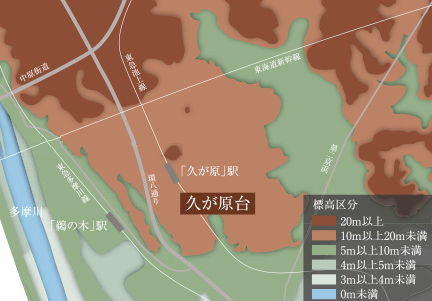
久が原台の地形図

大田区の西部に位置する。地域の大半は武蔵野台地の突端である「久が原台」上にある。
同じ大田区内の田園調布や山王と並び称される高級住宅街とされる。地域内の多くは区画整理されており、交通量は少なく、閑静な住宅街である。
東急池上線久が原駅の所在地はわずかに当地域外で隣の南久が原になるが、駅からは当地域にかけて商店街（ライラック通り久が原）が続く。
地域北部は横須賀線（品鶴線）の線路に接し、これを境に北嶺町・南雪谷にそれぞれ接する。東部は呑川に接し、これを境に仲池上に接する。南東部は幹線道路である国道1号（第二京浜）を境に池上に接する。南部は千鳥に接する。西部は、南久が原・東嶺町に接する（地名はいずれも大田区）。

### 地価
住宅地の地価は、2025年（令和7年）1月1日の公示地価によれば、久が原1-34-5の地点で60万円/m2、久が原2-21-22の地点で68万5000円/m2、久が原3-41-5の地点で67万9000円/m2、久が原4-42-4の地点で63万1000円/m2となっている。

## 交通

### 鉄道
地域内には鉄道駅は存在しない。地域南西部の近隣には東急池上線久が原駅と千鳥町駅がある。

### バス
- 地域北部から東部にかけて、東急バスの路線「蒲12（久が原線）」「森05（大森線）」が運行している。
- 地域東部の境界の国道1号上には、五反田駅・蒲田駅・川崎駅などへ向かう東急バスの停留所がある。

## 歴史

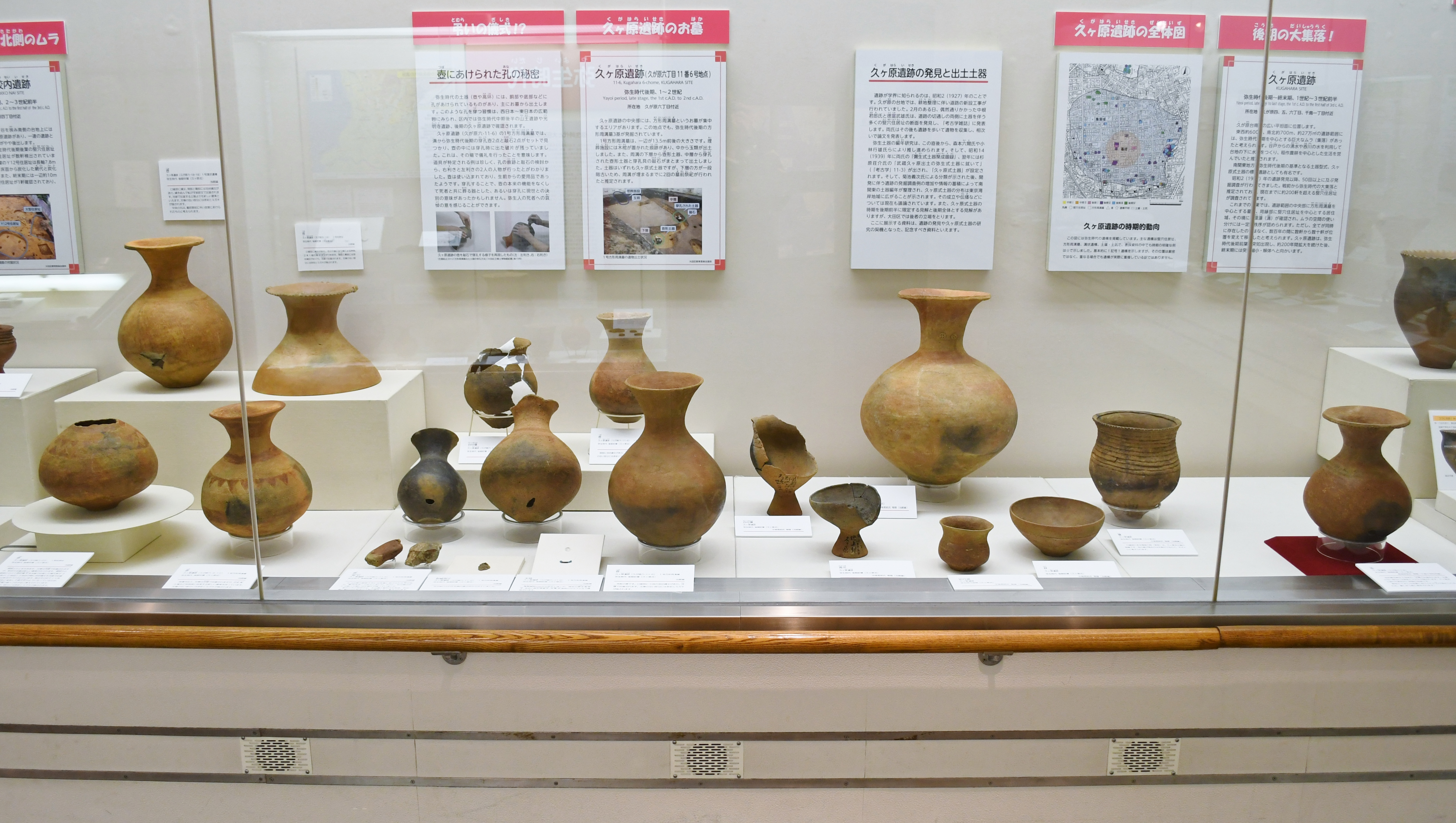
久ヶ原遺跡 出土土器
大田区立郷土博物館展示物。

久が原の人類の居住地としての歴史は古く、旧石器時代に遡る。「久原小学校内遺跡」（久が原四丁目12番）は旧石器時代末期（約25000年前～約12000年前）の区内最古の遺跡と考えられている。ここからは当時の人々が使用した調理場の跡である礫群、炉跡、石器類が出土している。
1927年（昭和2年）に発掘された弥生時代後期（1～2世紀）の「久ヶ原遺跡」（久が原四丁目から六丁目周辺）からは、多くの竪穴建物跡が見つかっている。当地には大規模集落があり、およそ33000坪の範囲に1000棟を越える建物の遺構が存在していたと考えられている。なお久ヶ原遺跡は弥生後期の関東における標式遺跡となっている。

## 世帯数と人口
2024年（令和6年）4月1日現在（東京都発表）の世帯数と人口は以下の通りである。
| 丁目         | 世帯数     | 人口     |
| ------------ | ---------- | -------- |
| 久が原一丁目 | 1,787世帯  | 3,965人  |
| 久が原二丁目 | 2,426世帯  | 5,073人  |
| 久が原三丁目 | 1,848世帯  | 3,654人  |
| 久が原四丁目 | 1,855世帯  | 4,091人  |
| 久が原五丁目 | 2,671世帯  | 5,720人  |
| 久が原六丁目 | 957世帯    | 2,112人  |
| 計           | 11,544世帯 | 24,615人 |

### 人口の変遷
国勢調査による人口の推移。
| 年                 | 人口   |
| ------------------ | ------ |
| 1995年（平成7年）  | 19,827 |
| 2000年（平成12年） | 20,621 |
| 2005年（平成17年） | 21,519 |
| 2010年（平成22年） | 22,322 |
| 2015年（平成27年） | 23,398 |
| 2020年（令和2年）  | 24,386 |

### 世帯数の変遷
国勢調査による世帯数の推移。
| 年                 | 世帯数 |
| ------------------ | ------ |
| 1995年（平成7年）  | 7,988  |
| 2000年（平成12年） | 8,443  |
| 2005年（平成17年） | 9,220  |
| 2010年（平成22年） | 9,808  |
| 2015年（平成27年） | 10,199 |
| 2020年（令和2年）  | 10,785 |

## 学区
区立小・中学校に通う場合、学区は以下の通りとなる（2023年3月時点）。
| 丁目         | 番地                                                          | 小学校                   | 中学校                 |
| ------------ | ------------------------------------------------------------- | ------------------------ | ---------------------- |
| 久が原一丁目 | 38〜39番                                                      | 大田区立松仙小学校       | 大田区立東調布中学校   |
| 久が原一丁目 | 1〜37番                                                       | 大田区立松仙小学校       | 大田区立大森第十中学校 |
| 久が原二丁目 | 1〜16番                                                       | 大田区立松仙小学校       | 大田区立大森第十中学校 |
| 久が原二丁目 | 17〜28番                                                      | 大田区立久原小学校       | 大田区立大森第十中学校 |
| 久が原三丁目 | 28〜42番                                                      | 大田区立東調布第三小学校 | 大田区立大森第十中学校 |
| 久が原三丁目 | 1〜27番                                                       | 大田区立松仙小学校       | 大田区立大森第十中学校 |
| 久が原四丁目 | 1〜4番                                                        | 大田区立松仙小学校       | 大田区立大森第十中学校 |
| 久が原四丁目 | 18〜21番 33〜34番 35番の一部 36〜38番                         | 大田区立東調布第三小学校 | 大田区立大森第十中学校 |
| 久が原四丁目 | 34番 35番の一部                                               | 大田区立東調布第三小学校 | 大田区立大森第七中学校 |
| 久が原四丁目 | 5〜17番 22〜32番 39〜44番                                     | 大田区立久原小学校       | 大田区立大森第十中学校 |
| 久が原五丁目 | 全域                                                          | 大田区立久原小学校       | 大田区立大森第十中学校 |
| 久が原六丁目 | 1〜6番 8〜13番 15〜23番 24番の一部 25番 26番の一部 27番の一部 | 大田区立久原小学校       | 大田区立大森第十中学校 |
| 久が原六丁目 | 7番の一部 14番                                                | 大田区立東調布第三小学校 | 大田区立大森第十中学校 |
| 久が原六丁目 | 7番の一部                                                     | 大田区立東調布第三小学校 | 大田区立大森第七中学校 |
| 久が原六丁目 | 24番の一部 26番の一部 27番の一部                              | 大田区立千鳥小学校       | 大田区立大森第七中学校 |

## 事業所
2021年（令和3年）現在の経済センサス調査による事業所数と従業員数は以下の通りである。
| 丁目         | 事業所数  | 従業員数 |
| ------------ | --------- | -------- |
| 久が原一丁目 | 64事業所  | 624人    |
| 久が原二丁目 | 151事業所 | 1,330人  |
| 久が原三丁目 | 136事業所 | 780人    |
| 久が原四丁目 | 69事業所  | 450人    |
| 久が原五丁目 | 115事業所 | 2,129人  |
| 久が原六丁目 | 22事業所  | 59人     |
| 計           | 557事業所 | 5,372人  |

### 事業者数の変遷
経済センサスによる事業所数の推移。
| 年                 | 事業者数 |
| ------------------ | -------- |
| 2016年（平成28年） | 502      |
| 2021年（令和3年）  | 557      |

### 従業員数の変遷
経済センサスによる従業員数の推移。
| 年                 | 従業員数 |
| ------------------ | -------- |
| 2016年（平成28年） | 4,816    |
| 2021年（令和3年）  | 5,372    |

## 施設

### 公共
- 警視庁池上警察署久が原交番
- 大田区久が原特別出張所

### 教育・文化
- 東京都立雪谷高等学校
- 大田区立松仙小学校
- 大田区立久原小学校
- 大田区立久が原児童館
- 大田区立久が原図書館

久が原図書館には「三枝コレクション」と呼ばれる海外の絵本コレクションがあり、英語をはじめ様々な言語の絵本が充実している。館内のガラスには水森亜土による個性的なイラストが描かれている。

### 福祉
- 大田区立久が原老人いこいの家
- サポートネット久が原（地域活動支援センターII型）
- 社会福祉法人お告げのフランシスコ姉妹会
  - 聖フランシスコ子供寮（児童養護施設）

### その他
- 日蓮宗本光寺、安詳寺、樹林寺
- 久が原東部八幡神社、久が原西部八幡神社、道々橋八幡神社
- カトリックお告げのフランシスコ修道会
- 日本基督教団久が原教会
- 世界心道教東京教務庁

## 史跡・遺跡
- 久ヶ原遺跡
- 久原小学校内遺跡
- 久が原出世観音
- 三橋家住宅主屋

## ゆかりのある人物
- 上山英三（大日本除虫菊取締役、日本興業銀行監査役）[19] - 住所は久が原4丁目[19]。

## その他

### 日本郵便
- 郵便番号 : 146-0085[2]（集配局 : 千鳥郵便局[20]）。